# برت مورگن
برت مورگن (انگلیسی: Brett Morgen؛ زادهٔ ۱۱ اکتبر ۱۹۶۸) کارگردان فیلم، تهیه‌کننده اهل ایالات متحده آمریکا است.
وی همچنین برندهٔ جوایزی همچون جایزه انجمن کارگردانان آمریکا شده‌است.